# Olio di rosa selvatica

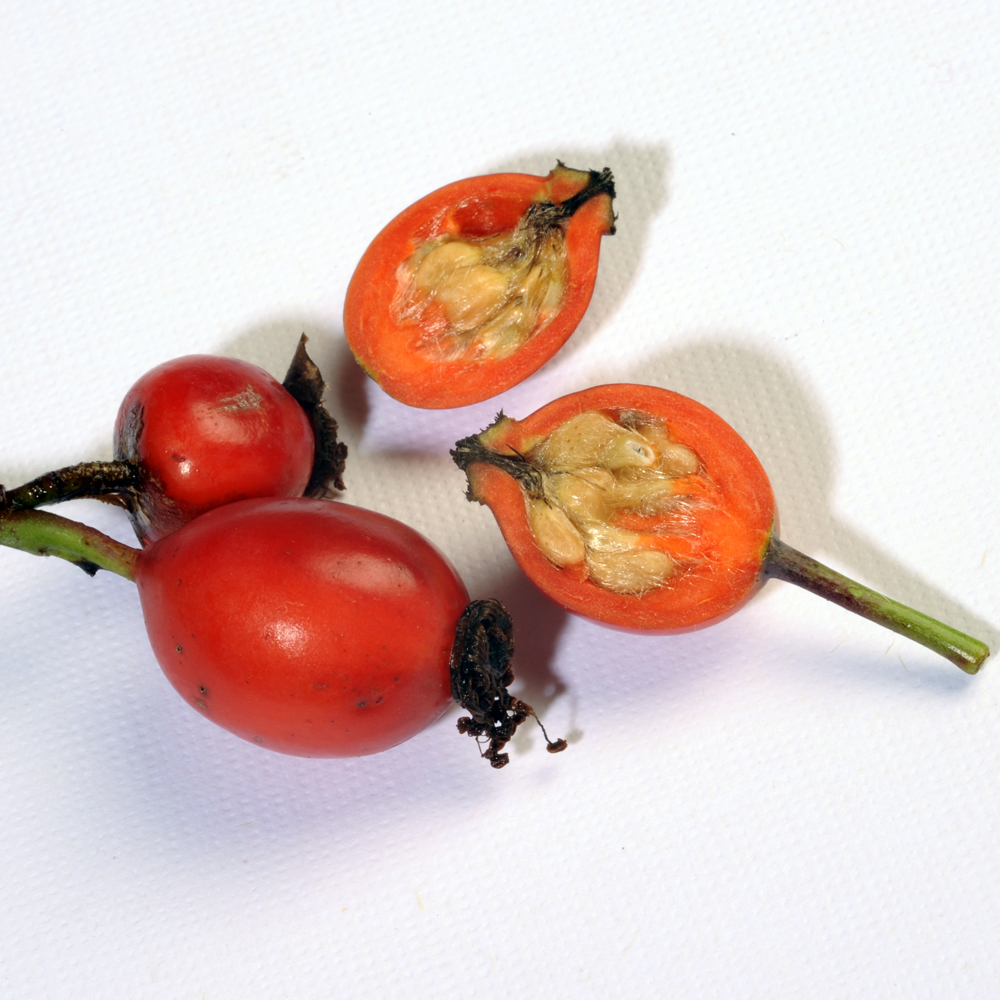
Cinorrodi, in quello tagliato a metà sono visibili i frutti, acheni, all'interno

Olio di rosa selvatica o olio di rosa canina o olio di rosa mosqueta è un grasso vegetale ottenuto dai semi di varie specie di rosa con cinorrodo, in particolare la Rosa canina o altre specie coltivate per la produzione di cinorrodi. L'olio fisso è fluido a temperatura ambiente, trasparente, con un tipico color salmone che può variare in intensità a seconda del processo di raffinazione. L'olio di rosa selvatica ha un alto grado di insaturazione ed è particolarmente suscettibile all'ossidazione ed all'irrancidimento. Anche se non utilizzato per questa proprietà è un olio siccativo. È commercializzato per un suo utilizzo soprattutto cutaneo come ingrediente cosmetico o farmaceutico.
La produzione dell'olio ha una resa particolarmente bassa visto lo scarso contenuto di lipidi nei semi (2 - 12%). È stato possibile industrializzarla recuperando i semi come sottoprodotto nella produzione di bucce/polpe di cinorrodi,  ricche di vitamina C, destinate alla produzione degli infusi, marmellate e integratori nutrizionali.
Il mercato globale di olio di rosa selvatica si stima abbia avuto un valore di 125,7 milioni di US$ nel 2020.

## Denominazione
Viene chiamato olio di rosa anche l'olio essenziale ottenuto per distillazione e l'oleolito ottenuto per macerazione delle parti odorose della rosa. Le principali specie di rosa selvatica di interesse industriale, alcune coltivate intensivamente in alcuni paesi, hanno le bucce dei cinorrodi (dal greco κυνό kyno, che vuol dire 'cane', e ροδον rodon, che significa 'rosa'), una volta disidratate, con un concentrazione di vitamina C dell'ordine dei 500 mg/100g.
La domanda di bucce/polpe di cinorrodi per l'industria alimentare ha promosso la coltivazione di varie specie di rose selvatiche spontanee, in certi paesi considerate infestanti.
La definizione "rosa selvatica" viene attribuita a molte specie del genere Rosa, normalmente della sezione Caninae, caratterizzate dal cinorrodo, il falso frutto che contiene gli acheni, di dimensioni relativamente grandi con un alto contenuto di acido ascorbico. L'attributo "selvatica" è rimasto anche se le piante, in origine spontanee, per soddisfare la domanda dell'industria alimentare e cosmetica oggi vengono coltivate. Al genotipo principale, quello della rosa canina, si sono aggiunte specie con caratteristiche analoghe e per la coltivazione intensiva sono state sviluppate anche varietà mutanti o ibridi o cultivar ottenute con tecniche di miglioramento genetico. Le specie principali e più diffuse, alcune considerate invasive, oltre alla canina sono: la rosa rubiginosa (o eglanteria), la rosa dumalis, rosa rugosa, rosa pendularis, rosa zalana, rosa moschata, rosa multiflora ecc...
La tassonomia del genere Rosa è particolarmente complessa e i cinorrodi destinati al mercato alimentare vengono genericamente definiti di "rosa canina", appartenendo per lo più alla sezione delle Caninae, mentre l'olio fisso destinato al mercato cosmetico può avere denominazioni che caratterizzano, per quanto possibile, la specie da cui viene estratto.
I possibili nomi INCI registrati per l'olio di rosa selvatica sono: ROSA CANINA SEED OIL, ROSA RUBIGINOSA SEED OIL, ROSA MULTIFLORA SEED OIL, ROSA ROXBURGHII SEED OIL, ROSA MOSCHATA SEED OIL, ROSA RUGOSA SEED OIL.

### Olio dirosa mosqueta
Un discreto successo commerciale in ambito cosmetico ha avuto l'olio di rosa mosqueta. Il nome "rosa mosqueta" (pronuncia spagnola: [mos.ˈkɛ.ta]) non si riferisce ad una specifica specie ma è la definizione popolare che si utilizza in Cile, ma anche in Argentina ed in altri paesi sudamericani di lingua spagnola per chiamare le rose selvatiche che crescono in quei territori o il loro cinorrodo. È sostanzialmente analogo al termine inglese "rose hip" attribuibile a qualunque rosa selvatica. Le 3 principali specie di rosa selvatica che in Cile vengono chiamate rosa mosqueta, con una diffusione che nel 1995 era di oltre 15000 ettari, sono la rosa rubiginosa, la rosa moschata e la rosa canina.

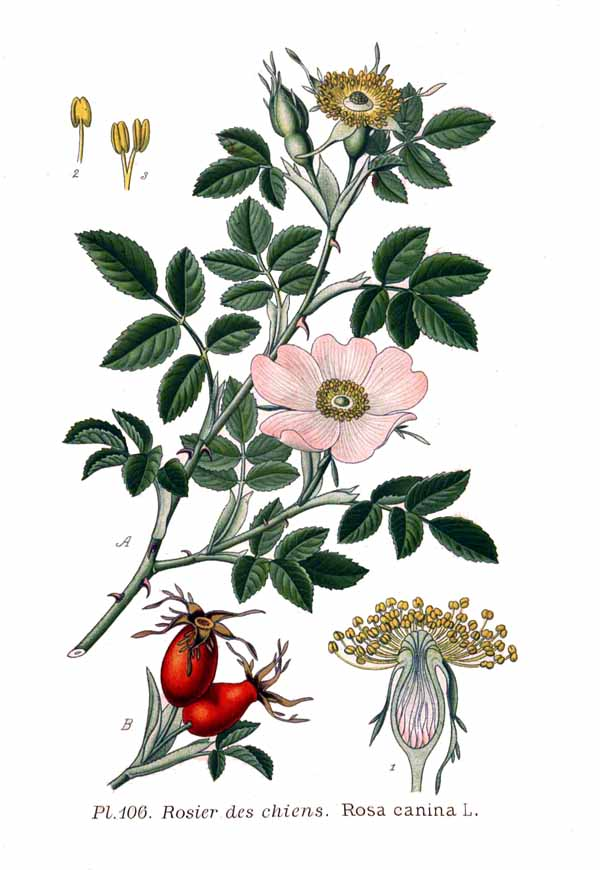
rosa canina
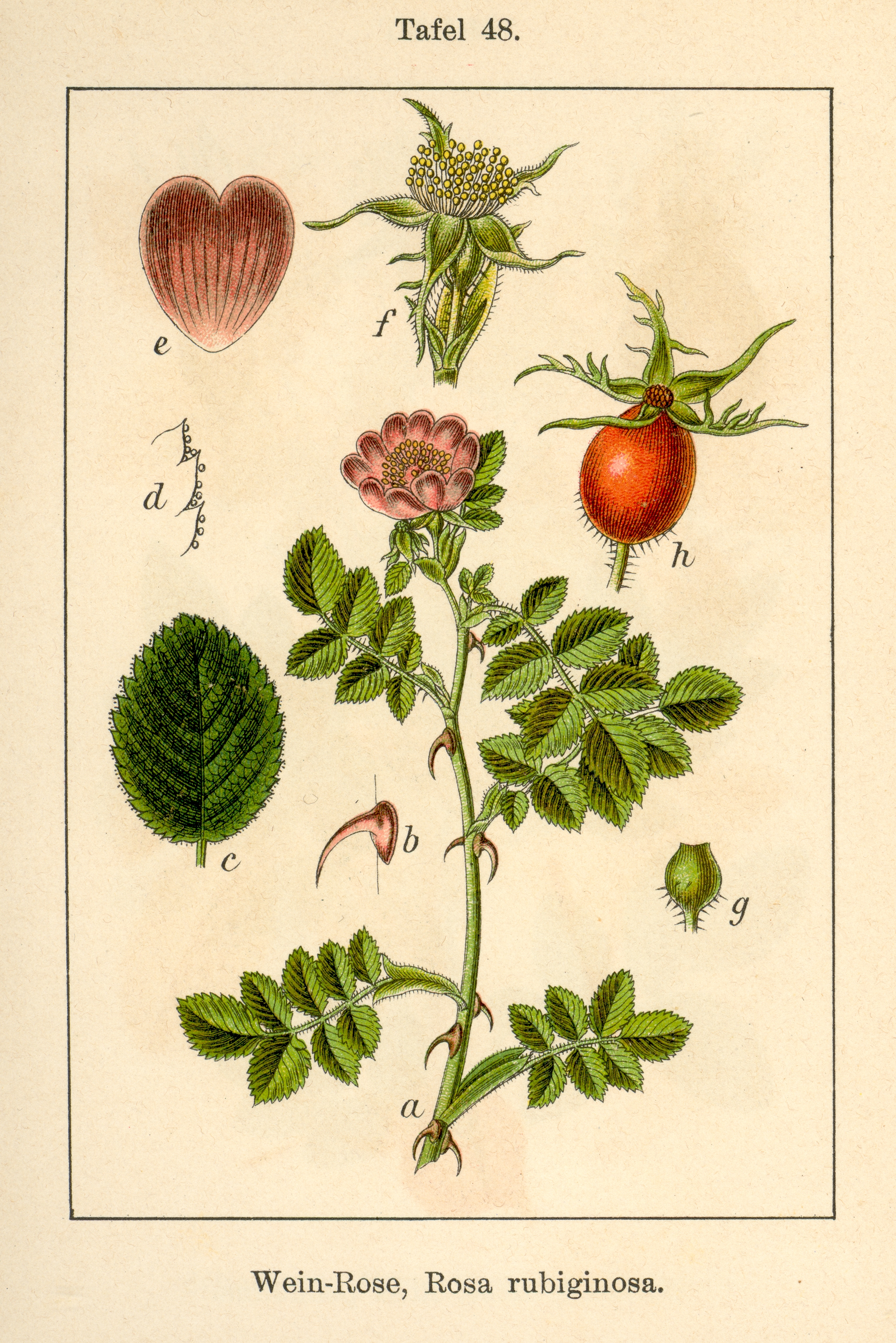
rosa rubiginosa
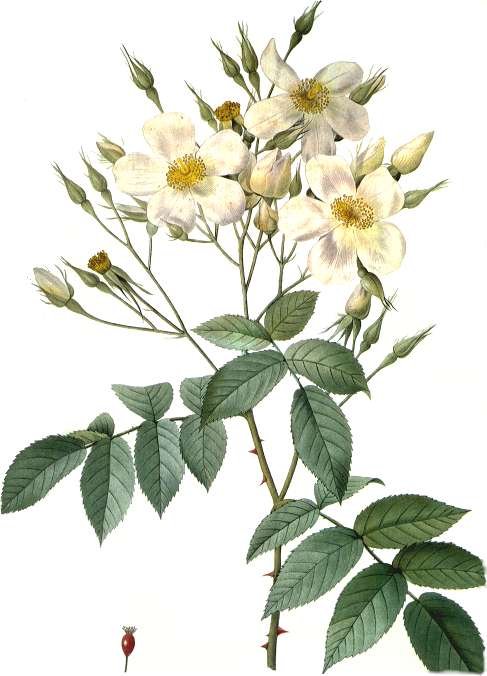
rosa moschata

Fino a metà del XX° secolo era considerata una pianta infestante, poi si è aperto il mercato degli infusi-the di rosa canina e più recentemente di “frutti rossi”. Questo mercato ha sviluppato flussi importanti di bacche e polpa disidratata dal Cile verso l’Europa. Per soddisfare questa domanda in concorrenza con i tradizionali produttori europei, la sola raccolta forestale da piante spontanee era insostenibile.
Il Cile è stato uno dei primi paesi dove la rosa selvatica è stata coltivata intensivamente introducendo tecniche di miglioramento genetico, moltiplicazione e radicamento in vitro, raccolta meccanizzata. Per migliorare la resa produttiva sia di polpe che di olio sono state privilegiate le coltivazioni di rosa rubiginosa e di alcune varietà di rosa canina. Il successo commerciale dell'olio di rosa mosqueta cileno rispetto ad altri oli di rosa selvatica può essere ricondotto alla presunta presenza di acido retinoico nell'olio. In pochi decenni il Cile è diventato il primo produttore mondiale di derivati dalla rosa selvatica. Solo attorno al 1985 si è cominciato ad utilizzare lo scarto della produzione delle polpe disidratate (chiamate: cascarilla), raccogliendo i semi ed estraendone un olio. Il valore delle esportazioni dal Cile di derivati dalla rosa mosqueta ha superato nel 2016 i 28.000.000 di US$ e di questi oltre 11.000.000 sono dovuti all'olio.

## Produzione

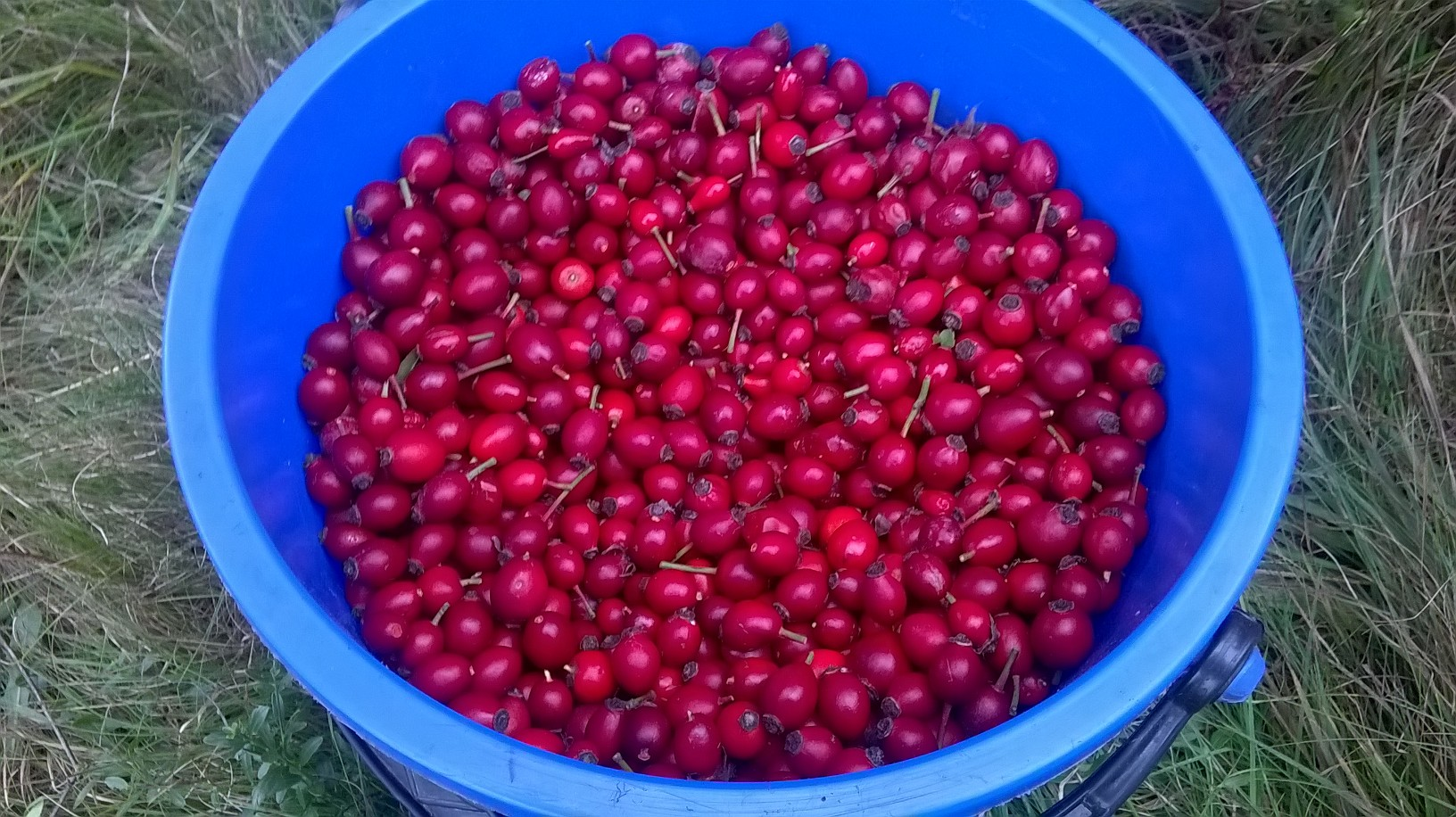
Raccolta di cinorrodi

Una pianta coltivata può rendere più di 3 kg di cinorrodi dopo il terzo anno. Con una densità di 2200 piante per ettaro, ad ogni raccolto si possono ricavare oltre 6600 kg/ha di cinorrodi.  I procedimenti per ottenere l'olio di Rosa Mosqueta sono diversi: durante i mesi autunnali viene fatta la raccolta, sia manuale con appositi rastrelli sia meccanizzata. I cinorrodi vengono fatti essiccare in ambienti dedicati allo scopo. L'essiccazione viene completata in forni impostati per raggiungere lo scopo senza alterare le proprietà del frutto. Successivamente si separano gli acheni, i veri frutti che contengono un singolo seme, dalla buccia e polpa del cinorrodo. Da una tonnellata di cinorrodi si ricavano circa 230 kg di semi, da questi 20 kg scarsi di olio se estratto a caldo con solventi da specie selezionate per un contenuto oleoso più alto. Con processi a freddo la resa quasi si dimezza. Visto lo scarso contenuto di olio nei semi, l'estrazione avviene normalmente trattando i semi con enzimi, ultrasuoni o microonde e procedendo con i tipici processi di estrazione a freddo a caldo o con solventi. A seconda del processo di estrazione utilizzato e della destinazione d'uso l'olio viene poi, più o meno, raffinato.

## Composizione
In tutti gli oli vegetali la distribuzione percentuale dei diversi componenti può variare, all'interno di un campo relativamente ampio,  in funzione della cultivar, delle condizioni ambientali, della raccolta e della lavorazione. Nel caso della rosa selvatica si aggiunge una variabilità dovuta alle diverse specie. L'olio di semi di rosa selvatica è composto prevalentemente (>98%) da acilgliceridi (trigliceridi). Il profilo lipidico degli oli estratti dalle diverse specie coltivate di rosa selvatica è simile, con una distribuzione percentuale di acidi grassi che vede prevalere (>60%) gli acidi polinsaturi, con 2 o 3 doppi legami. La concentrazione di componenti minori è fortemente dipendente dal processo di estrazione e raffinazione. L'olio è caratterizzato da un tenore relativamente alto, può superare i 200 ppm,  di carotenoidi responsabili della tipica colorazione salmone. I principali carotenoidi isolati sono beta-carotene, licopene, rubixantina, gazaniaxantina, beta-criptoxantina e zeaxantina. Concentrazioni dipendenti dai processi di lavorazione possono avere i composti fenolici: rilevati a concentrazioni da 10 a 700 ppm, con una prevalenza di esteri metilici dell'acido p-cumarico e della quercetina.
La presenza nell'olio di tracce dell'acido retinoico è oggetto di controversia, sia per alcune carenze metodologiche nelle analisi che lo hanno rilevato, sia perché alcune ricerche specifiche non ne hanno rilevato neppure tracce, sia per l'insolita presenza di un ormone tipicamente animale al posto dell'analogo vegetale, l'acido abscissico. Le poche analisi che hanno rilevato nell'olio di rosa selvatica le presenza di acido retinoico ne stabiliscono una concentrazione che andrebbe da 0,05 a 0,3 ppm.
Contrariamente a quanto a volte pubblicizzato, l'olio di semi di rosa selvatica non contiene acido ascorbico.

### Composizione lipidica
Non esiste uno standard che definisca le concentrazioni tipiche delle componenti lipidiche dell'olio di semi di rosa selvatica, ma considerando il grande numero di pubblicazioni e analisi si possono ricavare dei valori indicativi.
| Composizione dell'olio di semi di rosa selvatica(canina, rubiginosa, moschata) | Composizione dell'olio di semi di rosa selvatica(canina, rubiginosa, moschata) | Composizione dell'olio di semi di rosa selvatica(canina, rubiginosa, moschata) |
| ------------------------------------------------------------------------------ | ------------------------------------------------------------------------------ | ------------------------------------------------------------------------------ |
| acido grasso                                                                   | Notazione Delta                                                                | concentrazione (min-max-mediana) %                                             |
| acido palmitoleico                                                             | 16:1Δ9c                                                                        | 0,04 – 8,0 – 0,2%                                                              |
| acido palmitico                                                                | 16:0                                                                           | 1,18 – 7,87– 3,3%                                                              |
| acido stearico                                                                 | 18:0                                                                           | 0,11 – 8,8 – 1,9%                                                              |
| acido oleico                                                                   | 18:1Δ9c                                                                        | 13,17 – 52,6 – 18,1%                                                           |
| acido linoleico                                                                | 18:2Δ9c12c                                                                     | 36,7– 55,7 – 45,1%                                                             |
| acido α-linolenico                                                             | 18:3Δ9c,12c,15c                                                                | 15,9 – 40,2 – 25,8%                                                            |
| acido arachico                                                                 | 20:0                                                                           | 0,2 – 3 – 0,8%                                                                 |
| acido beenico                                                                  | 22:0                                                                           | 0 – 0,4 – 0,15%                                                                |

Le componenti lipidiche minori, steroli e tocoli, vengono normalmente ridotte dal processo di raffinazione. Negli oli in commercio possono essere rilevate concentrazioni totali di steroli dell'ordine dei 5-6 g/kg, con una netta prevalenza del beta-sitosterolo e concentrazioni totali di tocoli dell'ordine di 1 g/kg, con una netta prevalenza di γ-tocoferolo. Vista la suscettibilità all'irrancidimento è normale che gli oli in commercio siano addizionati con antiossidanti liposolubili.